# Берниция
Берни́ция (др.-англ. Bernice, Bryneich, Beornice, лат. Bernicia) — англосаксонское королевство, образованное англами, которые поселились в середине VI века на территории современных юго-восточной Шотландии и северо-восточной Англии.
Территория Берниции примерно соответствует современным английским графствам Нортумберленд и Дарем и восточной части Северного Йоркшира, а также бывшим шотландским графствам Бервикшир и Восточный Лотиан и простирается от реки Форт до реки Тис. Во втором десятилетии VII века она объединилась со своим южным соседом Дейрой и образовала более крупное королевство Нортумбрию, границы которого в дальнейшем значительно расширились.

## История

### Бриттский Бринейх
На территории, где впоследствии возникло англосаксонское королевство Берниция, раньше находилось небольшое бриттское королевство Древнего Севера Бринейх (валл. Bryneich), образовавшееся около 420 года в результате раздела земель Коэля Старого его сыновьями. Бринейх достался младшему сыну Коэля Гарбониану, который в середине V века, как позднее и его наследник Дивнуал, стал использовать англосаксов, недавно переселившихся сюда с континента, под предводительством Эсы, а затем и его сына Эоппы, в качестве наёмников для войн против своих северных соседей пиктов. В начале VI века Бринейх разделили между собой сыновья Дивнуала Бран и Кингар, которые также пользовались поддержкой англосаксов. Возможно, братья враждовали между собой, но как бы то ни было, в середине VI века королевство вновь оказалось под властью одного правителя, сына Кингара Морканта, однако, на тот момент наследник престола был младенцем, что, вероятно, повлияло на дальнейший ход событий.
В середине V века англосаксы начали переселяться в Британию, но сразу же получили отпор со стороны бриттов, причём первоначально это противостояние вылилось в вооружённый конфликт между Римской Империей и варварами, которые пытались завоевать её. Однако в VI веке характер борьбы преобразовался в столкновения между самостоятельными бриттскими королевствами и такими же образованиями англосаксов, появившимися вследствие распада послеримской Британии на многочисленные удельные независимые государства, в которых англосаксонские захватчики основали свои собственные королевства. В процессе завоевания англосаксы истребили большое количество кельтов, часть которых была вытеснена из Британии на континент в Арморику, а часть превращена в рабов и зависимых людей, обязанных платить своим поработителям дань. Независимость отстояли только труднодоступные горные кельтские районы на западе острова (Уэльс и Корнуолл) и на севере (Шотландия), где продолжали существовать племенные объединения, превратившиеся впоследствии в самостоятельные кельтские княжества и королевства.

### Англосаксонская Берниция

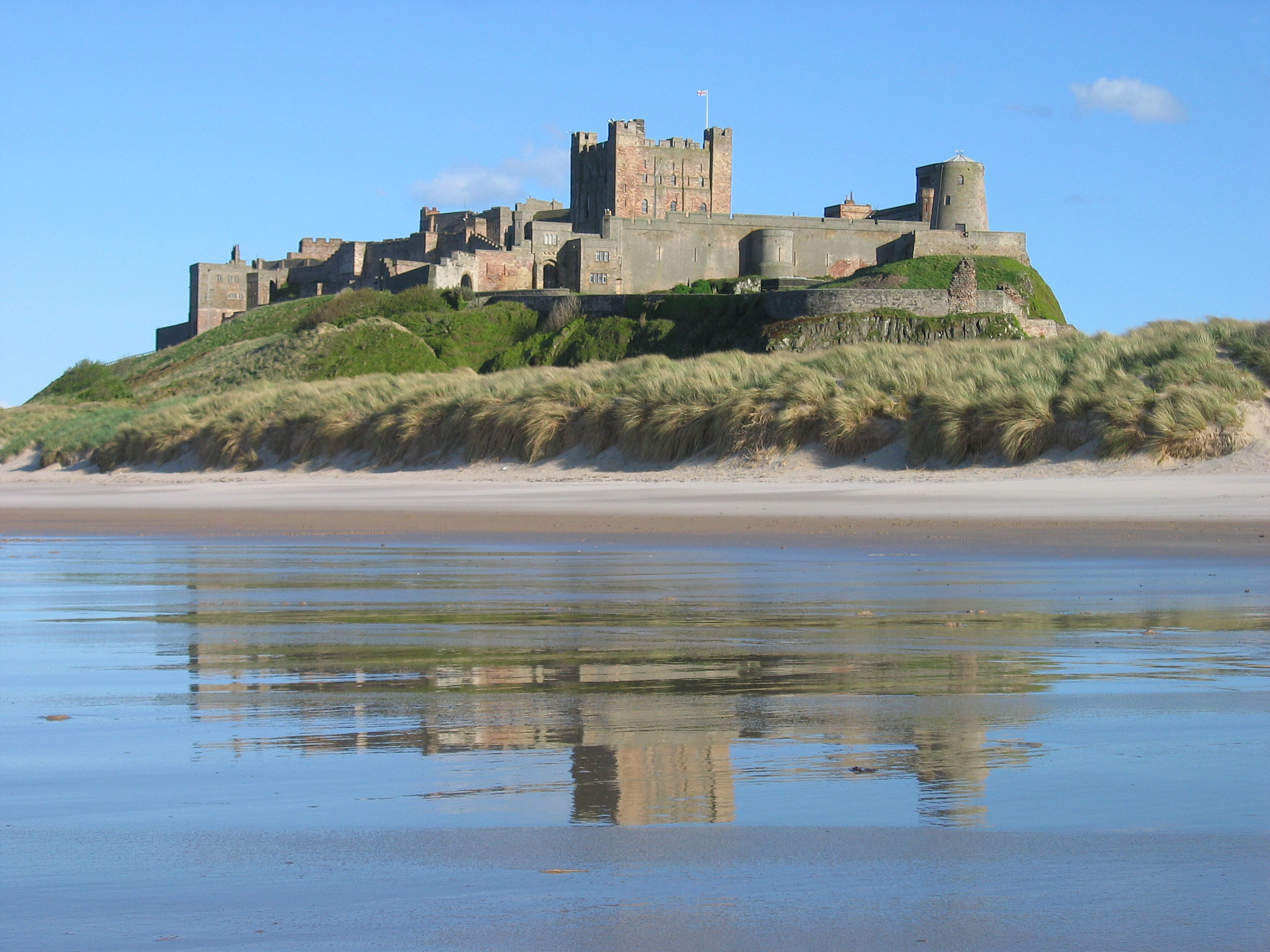
Замок Бамборо.

В 547 году вождь англосаксов Ида прибыл на пятидесяти судах на восточное побережье Британии, сверг малолетнего Морканта с престола, отправил его в изгнание, а сам стал править в Бринейхе, переименовав его в Берницию. О жизни и правлении Иды практически ничего неизвестно, но он считается основателем династии Идингов (Эоппингов), от которой вели своё происхождение англосаксонские короли образованного позднее королевства Нортумбрия. Покоряя окрестные земли, он повсюду встречал упорное сопротивление, но ему удалось вытеснить бриттов на запад от Туида. Ида перенёс столицу королевства на место нынешнего Бамборо и сделал его своей резиденцией, окружив сперва частоколом, а потом стеной.
В 559 году Ида умер, после чего престол Берниции стал поочерёдно переходить в руки его сыновей, которые также стремились расширить границы молодого государства. Однако, это явно не входило в планы соседних бриттских королевств, поэтому во время своих непродолжительных правлений сыновья Иды постоянно вели с ними войны, в результате которых почти все они погибли на поле боя. Во времена правления Теодрика резко выросла мощь Регеда, западного соседа Берниции, что вызвало у него тревогу, и он пошёл войной на это королевство, но в 579 году в битве при Аргойд-Ллуйфайне был разбит войсками Уриена и его сына Оуэна. Фритувальд повторил судьбу своего предшественника, потерпев в 585 году поражение от Оуэна в битве при Беруине. Тяжелее всего пришлось Хуссе, так как при нём Уриену удалось привлечь на свою сторону правителей Гододина, Дал Риады, Каер Гвенддолеу, Пеннинов, Стратклайда и Элмета, и эти объединённые войска в 586 году сначала напали на Берницию, а затем осадили и захватили Бамборо, вытеснив англосаксов с побережья и почти полностью уничтожив их власть в регионе.

Линдисфарнский замок.

Хусса вместе со своей семьёй бежал на остров Линдисфарн, но вскоре туда подошла и бриттская армия и начала осаду его замка, в ходе которой Уриен был изменнически убит. Король Гододина Моркант, изгнанный из Бринейха Идой, вероятно, рассчитывал в результате совместной операции союзников вернуть утраченные земли и за счёт них расширить границы своего королевства, однако, был неприятно удивлён, узнав, что захваченные территории перешли под управление Уриена. Моркант, конечно же, был сильно раздражён сложившейся ситуацией, поэтому вместе с Динодом Пеннинским устроил заговор с целью нейтрализации главы бриттского альянса, подослав к нему наёмного убийцу. Его последствия носили катастрофический характер, так как коалиция распалась, а сыновья Уриена развязали войну с виновниками его смерти, в результате чего на севере острова между бриттами разгорелась череда междоусобных войн, несмотря на то, что Оуэн убил Морканта в том же году. Такой поворот событий был явно на руку англосаксам, которые быстро восстановили свои силы, перешли в наступление и в течение короткого промежутка времени вернули все свои утраченные территории.

### Объединение Берниции и Дейры под властью одного монарха. Первые короли Нортумбрии

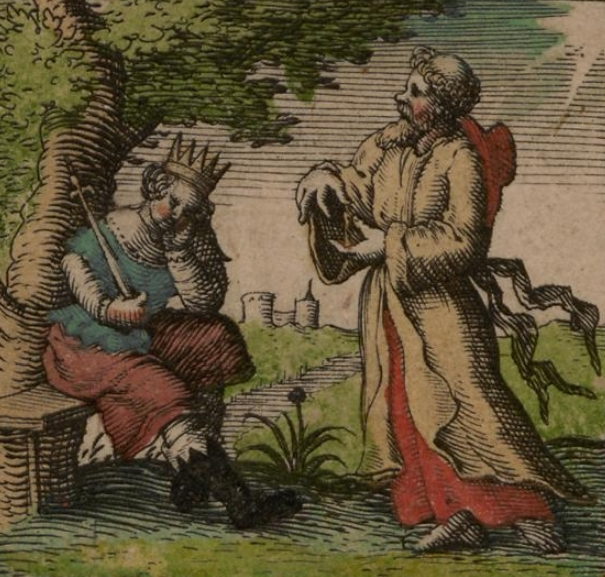
Король Эдвин и святой Паулин. Иллюстрация Джона Спида (1611 год).

После смерти Хуссы в 593 году престол Берниции унаследовал его племянник, сын Этельрика Этельфрит, первой женой которого была Бебба, в честь которой столица Берниции была переименована в Беббанбург. Этельфрит был очень деятельным и предприимчивым правителем, при котором Берниция постоянно ввязывалась во всевозможные вооружённые конфликты, к тому же не всегда выходила из них победителем. Однако, эта тактика привела его в конечном итоге к захвату Дейры, когда он в 604 году свергнул с престола брата Эллы Этельрика Дейрского. Для того, чтобы узаконить свою власть над Дейрой, он женился на дочери Эллы Ахе. Захватив соседнее государство, Этельфрит стал первым правителем объединённого королевства, которое впоследствии стало называться Нортумбрия, тем самым он приобрёл титул самого могущественного короля Северной Англии, однако при всём этом обе провинции новой страны в то время постоянно враждовали между собой, выказывая этим своё нежелание к слиянию. Законный наследник Дейры Эдвин Святой, сын Эллы, находился в это время в изгнании, куда был отправлен ещё при своём дяде Этельрике. Для того, чтобы устранить своего соперника, Этельфрит приложил огромные усилия, постоянно принимая активное участие в боевых действиях, направленных против тех королевств, где скрывался Эдвин.
Наконец, в 616 году Этельфрит был разбит в битве у реки Идлы королём Восточной Англии Редвальдом, у которого нашёл свой последний приют сын Эллы. Эта победа позволила Эдвину стать правителем объединённого королевства Берниции и Дейры, так как Редвальд не стал предъявлять претензии ни на одно из них. Получив престол Нортумбрии, Эдвин со временем подчинил своей власти бо́льшую часть современной Северной Англии, а после смерти Редвальда стал самым могущественным англосаксонским монархом и был признан бретвальдой всей англосаксонской Британии. Однако, это его могущество не имело прочной основы, опиралось лишь на личные связи Эдвина с королями южных англосаксонских государств, и после его смерти сразу распалось. В 633 году против него выступил король бриттов Гвинеда Кадваллон, который пытался вернуть земли, утраченные в правление Этельфрита. В союзе с королём Мерсии Пендой Кадваллон напал на королевство Эдвина, а 12 октября того же года противники сошлись в битве при Хэтфилд-Чейзе, в ходе которой Эдвин был убит вместе со своим старшим сыном Осфритом. Его младший сын Эдфрит был захвачен Пендой в качестве заложника, а некоторое время спустя был убит им.

### Последние попытки автономии Берниции. Окончательное слияние с Дейрой

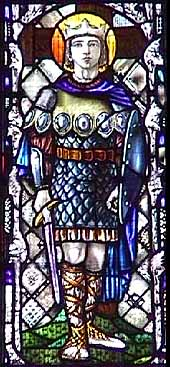
Витраж с изображением Святого Освальда в Глостерском кафедральном соборе.

К тому же после смерти Эдвина Нортумбрию начало лихорадить, итогом чего стало провозглашение двух королей — Энфрита, старшего сына Этельфрита, в Берниции и Осрика, сына Этельрика, в Дейре. Правление их, правда, было коротким, так как спустя год оба они были убиты тем же Кадваллоном, после чего на короткое время оба королевства оказались под его властью.
В конце 634 года единокровный брат Энфрита Освальд Святой собрал хорошо обученное войско и в битве при Хэвенфельте уничтожил превосходящие силы Кадваллона, после чего объединённое королевство вновь оказалось под властью одного монарха. К тому же по матери Освальд был внуком Эдвина Святого, поэтому был связан кровными узами с обеими королевскими династиями. Его усилиями обе провинции Нортумбрии, Берниция и Дейра, которые раньше постоянно враждовали между собой, наконец, стали единым целым, позабыв старые обиды и разногласия. Почти сразу после прихода к власти Освальд позаботился о том, чтобы его подчинённые приняли христианскую веру, за что приобрёл среди своих подданных такую любовь, что после смерти его стали почитать как святого. Однако, по драматическому стечению обстоятельств, Освальд, как и его предшественник Эдвин, был убит королём Мерсии Пендой 5 августа 642 года близ Освестри в битве при Мазерфельте.
Убийство Освальда опять накалило отношения между двумя провинциями Нортумбрии, из-за чего в конце 642 года королём Берниции был избран его родной брат Освиу, а спустя некоторое время в 644 году престол Дейры занял сын Осрика и правнук Эллы Освин. Однако, он был слишком миролюбив и набожен, поэтому, когда Освиу задумал захватить его королевство, Освин вступил с ним в войну только по крайней необходимости, а во время одного из сражений вообще покинул поле боя, не желая проливать чужую кровь, после чего уехал к графу Хунвольду, которого считал своим другом. Правда последний повёл себя совсем иным образом, выдав его Освиу, который 20 августа 651 года приказал убить Освина. К тому же вопреки своим ожиданиям Освиу не получил желаемого, так как после смерти Освина на престол Дейры был возведён сын Освальда Этельвальд, который в 655 году заключил союз с Пендой и Этельхером, королём Восточной Англии, чтобы сообща напасть на Берницию. Тем не менее, перед решающей битвой, справедливо решив, что победа ни одной из сторон не принесёт ему выгоды, Этельвальд принял решение поберечь свои силы. Поэтому, когда 15 ноября оба войска сошлись на поле боя на берегу реки Винвед, король Дейры поспешил покинуть ристалище, в результате чего в объединённой армии началось замешательство, чем не преминул воспользоваться Освиу, наголову разбив союзников и убив их предводителей. Впрочем Этельвальд ненадолго пережил своих недавних единомышленников, скончавшись в конце 655 года.
Победой при Винведе Освиу окончательно объединил Берницию и Дейру в составе Нортумбрии. В 656 году Освиу позволил своему сыну Эльфриту править в Дейре в качестве короля-вассала, несмотря на то, что он воевал против отца на стороне Пенды. Но в 664 году, вероятно, после очередной попытки заговора против своего отца Эльфрит был смещён с этой должности, а его место занял Элдфрит. После смерти Освиу в 670 году дейряне взбунтовались против него и передали власть сводному брату Элдфрита Эгфриту, а тот в свою очередь в том же году назначил королём-вассалом Дейры своего младшего брата Эльфвине, который в то время был ещё совсем ребёнком и не имел реальной власти. В 679 году братья выступили против короля Мерсии Этельреда I. Сражение между ними состоялась на реке Трент, в котором нортумбрийцы потерпели поражение, а Эльфвине был убит в нём. После его смерти титул короля Дейры совсем исчез, и с тех пор стали упоминаться только правители Нортумбрии, которая просуществовала до середины X века, когда была завоёвана Уэссексом.

## Религия

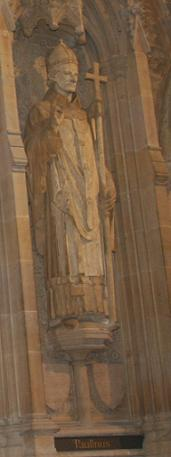
Статуя Святого Паулина в Рочестерском соборе

На протяжении большого промежутка времени не только основное население Берниции, но и переселившиеся сюда с континента англосаксы, были язычниками. Первую попытку христианизации Берниции сделал Эдвин Святой, который в 625 году женился на Этельбурге, дочери короля Кента Этельберта I. Последнего в свою очередь не позднее 601 года крестил архиепископ Кентерберийский Святой Августин, которого письмом к римскому папе Григорию I Великому пригласил Людгард. Этот Людгард был капелланом его жены Берты, дочери короля Франции Хариберта I, на которой Этельберт женился не ранее 570 года. А во франкском государстве христианство приняли ещё при Хлодвиге I в конце V века.
По свидетельству Беды Достопочтенного, 20 апреля 626 года, в день Святой Пасхи, король Уэссекса Квихельм подослал к Эдвину убийцу по имени Эомер, у которого под плащом был спрятан короткий меч, смазанный ядом. Он явился в королевский дворец, притворившись послом своего господина, однако, подойдя к Эдвину поближе, неожиданно выхватил меч и кинулся на короля. Увидев это, его любимый слуга Лилла, не имея в руках щита, заслонил господина своим телом. Эомер нанёс удар с такой силой, что убил слугу и, пронзив мечом его тело, ранил самого монарха, после чего был убит набросившимися на него гезитами из королевской свиты. В ту же ночь у Эдвина родилась дочь по имени Энфледа, и король пообещал Паулину, что отвергнет идолов и станет служить одному богу, если с его помощью сможет повергнуть врага, подославшего к нему убийцу, а в подтверждение своих слов позволил Паулину окрестить свою новорожденную дочь в день Святой Пятидесятницы (8 июня). Залечив рану, Эдвин развязал войну в Уэссексом, в результате которой заставил покориться всех тех, кто злоумышлял против него, после чего вернулся домой с победой.
Однако, Эдвин не мог сразу принять христианство, сначала он терпеливо учился «римской вере» у Паулина, а после спросил совета у своих приближённых. Англосаксонская аристократия и духовенство высказались в пользу новой религии, поэтому 12 апреля 627 года в Эбораке, опять же на Пасху, в церкви святого апостола Петра, наскоро построенной из дерева, состоялось крещение королевской семьи и его свиты, обряд которого провёл первый епископ Йорка Паулин, после чего Эдвин способствовал распространению христианства на бо́льшей части северной Англии. По данным «Истории бриттов» Ненния и «Анналов Камбрии», Эдвина крестил Рин, сын короля бриттов Уриена. Правда, другие англосаксонские источники не упоминают об этом, к тому же Рин не имел сана священника, участвовал в войне против англосаксов и, возможно, к этому времени был уже мёртв.
В октябре 633 года Эдвин был убит королём бриттов Кадваллоном в битве при Хэтфилд-Чейзе, после чего правителем Берниции стал Энфрит, сын его предшественника Этельфрита. По свидетельству Беды Достопочтенного, вступив на престол, Энфрит отошёл от христианства и вернулся к язычеству, но через год был убит тем же Кадваллоном, которого считал своим союзником.
Однако, в следующем году его преемник Освальд позаботился о том, чтобы весь управляемый им народ принял христианство. Для этого он послал к шотландцам, у которых находился в изгнании, прося их прислать священника, который мог бы научить подвластный ему народ христианской вере. Они же без промедления исполнили его просьбу и прислали к нему епископа Айдана. После его прибытия Освальд по его желанию даровал ему для жительства остров Линдисфарн, после чего он превратился одновременно в монастырь и центр епископства. После этого население королевства перестало колебаться и стало исповедовать только «римскую веру».

## Короли Берниции
- Ида (547—559), сын Эоппы и внук Эсы
- Глаппа (559—560), сын Иды
- Адда (560—568), сын Иды
- Этельрик (568—572), сын Иды
- Теодрик (572—579), сын Иды
- Фритувальд (579—585), сын Иды
- Хусса (585—593), сын Иды
- Этельфрит (593—616), сын Этельрика
- Эдвин Святой (616—633) сын Эллы Дейрского
- Энфрит (633—634), сын Этельфрита
- Освальд Святой (634—642), сын Этельфрита
- Освиу (642—655), сын Этельфрита

## Генеалогия королей Берниции и Нортумбрии
Королевская династия Идингов (Эоппингов) была названа в честь основателя и первого правителя Берниции Иды, который стал родоначальником большой монаршей семьи, правившей сначала в Берниции, а затем в Нортумбрии. С Иды традиционно начинается цепочка династического происхождения, которая выходит за рамки простого упоминания. Первым исторически определённым королём династии, в существовании которого никто из учёных не сомневается, является Этельфрит.
По поводу происхождения Иды и его многочисленных сыновей, упоминаемых в различных исторических источниках, среди историков не утихают споры, так как их количество во всевозможных источниках указывается разное, а имена их отличаются. Учёные никак не могут прийти к общему мнению, поэтому некоторых его сыновей они считают побочными, а некоторых вообще приписывают к его внукам. К тому же отдельные источники написаны намного позднее времени правления Иды, поэтому достоверность информации, упоминаемой в них, многие историки подвергают сомнению.

### Мифическое происхождения Иды

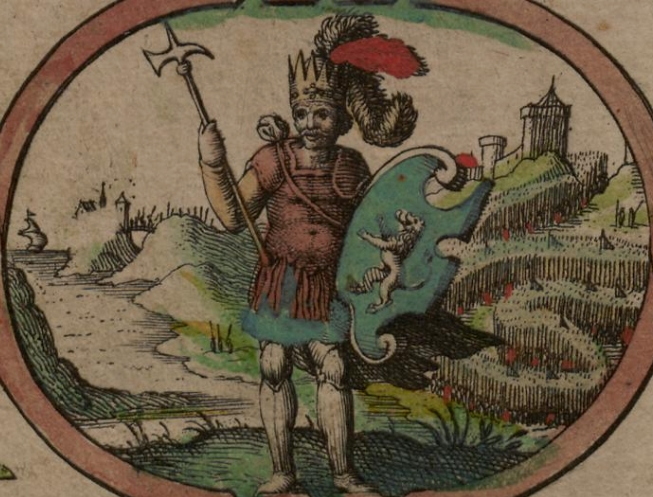
Ида Берницийский. Иллюстрация Джона Спида

Ненний в своей «Истории бриттов» (лат. Historia brittonum) возводит родословную мифических предков Иды к верховному богу англосаксов Одину:
Воден
- Белдег
  - Беорнек
    - Гехбронд (Вегбранд)
    - * Ингебранд
    - ** Алузон
    - *** Ингви (Ангенгит)
    - **** Эдибрит (Этельберт)
    - ***** Эса
    - ****** Эоппа
    - ******* Ида

Англосаксонские хроники также возводят генеалогическое древо мифических предков Иды к Одину:
- Геата
- Годольф
- Финн
- Фритовульф
- Фритолаф
- Воден
  - Балдай
    - Бранд
    - * Беннок
    - ** Гехбронд
    - *** Аллок
    - **** Ангенвит
    - ***** Ингви
    - ****** Эса
    - ******* Эоппа
    - ******** Ида

### Историческая династия
Генеалогическое дерево династии Идингов, монархи выделены жирным шрифтом:
Ида король Берниции в 547—559 годах; жена: Беарнох
- Адда король Берниции в 560—568 годах[28]
- Этельрик король Берниции в 568—572 годах (сын или внук Иды)[33]
  - Теодбальд (убит в 603 году в битве при Дегсастане)[34]
  - Этельфрит король Берниции в 593—616 годах и Дейры в 604—616 годах; 1-я жена: Бебба; 2-я жена: Аха (Ача), дочь короля Дейры Эллы
    - Энфрит король Берниции в 633—634 годах[28]; мать: Бебба; жена: N, сестра короля пиктов Нехтона II
      - Талоркан I король пиктов в 653—657 годах[35]
      - N (дочь) муж: король Стратклайда Бели I[36]
        - Бруде III король пиктов в 671—693 годах[28][36]

    - Освальд Святой король Нортумбрии в 634—642 годах; мать: Аха; 1-я жена: N (ирландка ?)[36]; 2-я жена: Кинебурга, дочь короля Уэссекса Кинегильса
      - Этельвальд король Дейры в 651—655 годах; мать: N

    - Освин[28]
    - Освиу король Берниции в 642—655 годах и Нортумбрии в 655—670 годах; мать: Аха; 1-я жена: Фина Ирландская[27], дочь Колмана Римида[36]; 2-я жена: Риммелт Регедская, дочь Ройда[37]; 3-я жена: Энфледа Дейрская, дочь Эдвина Святого
      - Элдфрит король Дейры в 664—670 годах и Нортумбрии в 685—704 годах[28]; мать: Фина Ирландская[36]; жена: Кутбурга, сестра короля Уэссекса Ине
        - Осред I король Нортумбрии в 705—716 годах
        - Оффа (ум. в 750 году)[38]
        - Осрик король Нортумбрии в 718—729 годах (неопределённый, возможно, сын Элдфрита)[39]
        - Осана святая

      - Эльфледа мать: Фина Ирландская; муж: король Мерсии Педа
      - Эльфрит король Дейры в 656—664 годах; мать: Риммелт Регедская; жена: Кинебурга, дочь короля Мерсии Пенды
      - Эгфрит король Нортумбрии в 670—685 годах; мать: Энфледа Дейрская; 1-я жена: Этельдреда, дочь короля Восточной Англии Анна[40]; 2-я жена: Эорменбург
        - Эгберт мать: Эорменбург
        - Ослак[41]
          - Алун[41]
            - Адлсинг[41]
              - Эхун[41]
                - Ослаф[41]

      - Эльфвине король Дейры в 670—679 годах[42]; мать: Энфледа Дейрская
      - Острит мать: Энфледа Дейрская; муж: король Мерсии Этельред I
      - Элфлед (род. ок. 654 года) аббатиса Уитби[43]; мать: Энфледа Дейрская

    - Освуд[28]
    - Ослаф[28]
    - Оффа[28]
    - Эбба аббатиса Колдингема[44]
- Белрик[28]
- Теодрик король Берниции в 572—579 годах[28]
  - NN (сыновья)[4]
- Теодхер[28]
- Осмер[28]
- Огга (Огг)[45] (незаконнорожденный)[30][32]
  - Эльдхельм[45] (Эдрик[41])[32]
    - Эгвальд (Эгвульф)[32][46]
      - Эдвульф I (ум. в 717 году) король Нортумбрии в 704—705 годах
        - Эрнвин (убит в 740 году)[38]
          - Эрдвульф (ум. в 774/775 году); элдормен[38]
            - Эрдвульф король Нортумбрии в 796—806 годах и 808—810 годах
              - Энред король Нортумбрии в 810—841 годах
                - Этельред II король Нортумбрии в 841—844 годах и 844—848 годах

      - Леодвальд[32][45]
        - Кутвин[32][45]
          - Кута[32][45]
            - Коэнред король Нортумбрии в 716—718 годах[32]
            - Кеолвулф (ум. в 765 году); король Нортумбрии в 729—737 годах[32][47]

        - Эта[32]
          - Эдберт (ум. в 768 году); король Нортумбрии в 737—758 годах[32]
            - Осгифу (дочь Эдберта или Освульфа)[48][49]; муж: Элхред, король Нортумбрии в 765—774 годах[32]
            - Освулф король Нортумбрии в 758—759 годах[32]
              - Эльфволд I король Нортумбрии в 779—788 годах
                - Эльф (убит в 791 году)[32]
                - Эльфвине (убит в 791 году)[32]
                - Берн (убит в 780 году)

          - Эгберт[англ.], архиепископ Йоркский в 732—766 годах[32]
          - Эгред (ум. до 732 года)[32][50]
            - Освин (убит в 761 году)
- Элрик (Альрик)[28] (незаконнорожденный)[30]
  - Блекмон[51]
    - Боза[51]
      - Беорнхом (Бирнхом)[51]
        - Энвин[51]
          - Элхред (ум. после 774 году); король Нортумбрии в 765—774 годах; жена: Осгифу Нортумбрийская
            - Осред II (казнён в 792 году); король Нортумбрии в 788—790 годах
            - Алькмунд (убит ок. 800 года); святой, принц-мученик[52]
- Эдрик[28][41]
- Эгга (незаконнорожденный)[30]
- Освальд (незаконнорожденный)[30]
- Согор (незаконнорожденный)[30]
- Согетер (незаконнорожденный)[30]
- Глаппа король Берниции в 559—560 годах (неопределённый, возможно, сын Иды)[53]
- Фритувальд король Берниции в 579—585 годах (неопределённый, возможно, сын Иды)[53]
- Хусса король Берниции в 585—593 годах (неопределённый, возможно, сын Иды)[53]
  - Херинг (ум. после 603 года)[34][54]

## Комментарии
1. ↑  Некоторые историки датируют захват Дейры 593 годом, считая, что она была завоёвана Этельфритом сразу после его прихода к власти в Берниции.
2. ↑  Существует вероятность того, что во время войны с Хуссой в 586 году Рин был убит наряду со своим отцом и другими братьями, правда об этом не упоминает ни одна из англосаксонских хроник, поэтому эту информацию некоторые историки подвергают сомнению.